# Gauliga Pommern 1937/38
De Gauliga Pommern 1937/38 was het vijfde voetbalkampioenschap van de Gauliga Pommern.  Stettiner SC werd kampioen en plaatste zich voor de eindronde om de Duitse landstitel, waar de club in de groepsfase uitgeschakeld werd. 
SC Preußen 01 Stettin fuseerde met 1. Stettiner Borussia-Poseidon tot Borussia-Preußen Stettin. 

## Eindstand
| Plaats | Club                         | Wed. | W  | G | V  | Saldo | Ptn.  |
| ------ | ---------------------------- | ---- | -- | - | -- | ----- | ----- |
| 1.     | Stettiner SC                 | 18   | 13 | 4 | 1  | 73:13 | 30:6  |
| 2.     | MTV Pommerensdorf            | 18   | 12 | 1 | 5  | 45:25 | 25:11 |
| 3.     | SV Viktoria 09 Stolp         | 18   | 8  | 5 | 4  | 43:29 | 23:13 |
| 4.     | SV Germania 03 Stolp         | 18   | 8  | 4 | 6  | 23:25 | 20:16 |
| 5.     | Polizei SV Stettin           | 18   | 7  | 4 | 7  | 22:26 | 18:18 |
| 6.     | SV Borussia-Preußen Stettin  | 18   | 7  | 4 | 7  | 39:46 | 18:18 |
| 7.     | Greifswalder SC              | 18   | 7  | 2 | 9  | 34:39 | 16:20 |
| 8.     | FC Pfeil 1919 Lauenburg      | 18   | 7  | 2 | 9  | 29:35 | 16:20 |
| 9.     | MSV Graf Schwerin Greifswald | 18   | 2  | 3 | 13 | 18:49 | 7:29  |
| 10.    | MSV Mackensen Neustettin     | 18   | 2  | 3 | 13 | 18:57 | 7:29  |

|  | Kampioen                      |
|  | Degradatie naar Bezirksklasse |

## Promovendi uit de Bezirksliga
- SV Nordring Stettin
- Luftwaffen-SV Pütnitz